# 최준영 (가수)
최준영(1989년 2월 11일 ~ )은 대한민국의 가수이다.

## 방송출연
- 《보이스 코리아》 (2012년, Mnet)

## 음반
- 《거짓말》 (2013년)
- 《궂은 비》 (2014년)
- 《궂은 비 (Remastering Album)》 (2014년)
- 《아파요》 (2015년)
- 《KING OF THE HILL》 (with 미료 & 매니악) (2017년)

### OST
- 《출생의 비밀 OST Part 1》 (2013년)
- 《못난이 주의보 OST Part 3》 (2013년)